# Daniel Widing
Daniel Widing (* 13. April 1982 in Gävle) ist ein schwedischer Eishockeyspieler, der zuletzt bei den Grizzlys Wolfsburg in der Deutschen Eishockey Liga unter Vertrag stand.

## Karriere

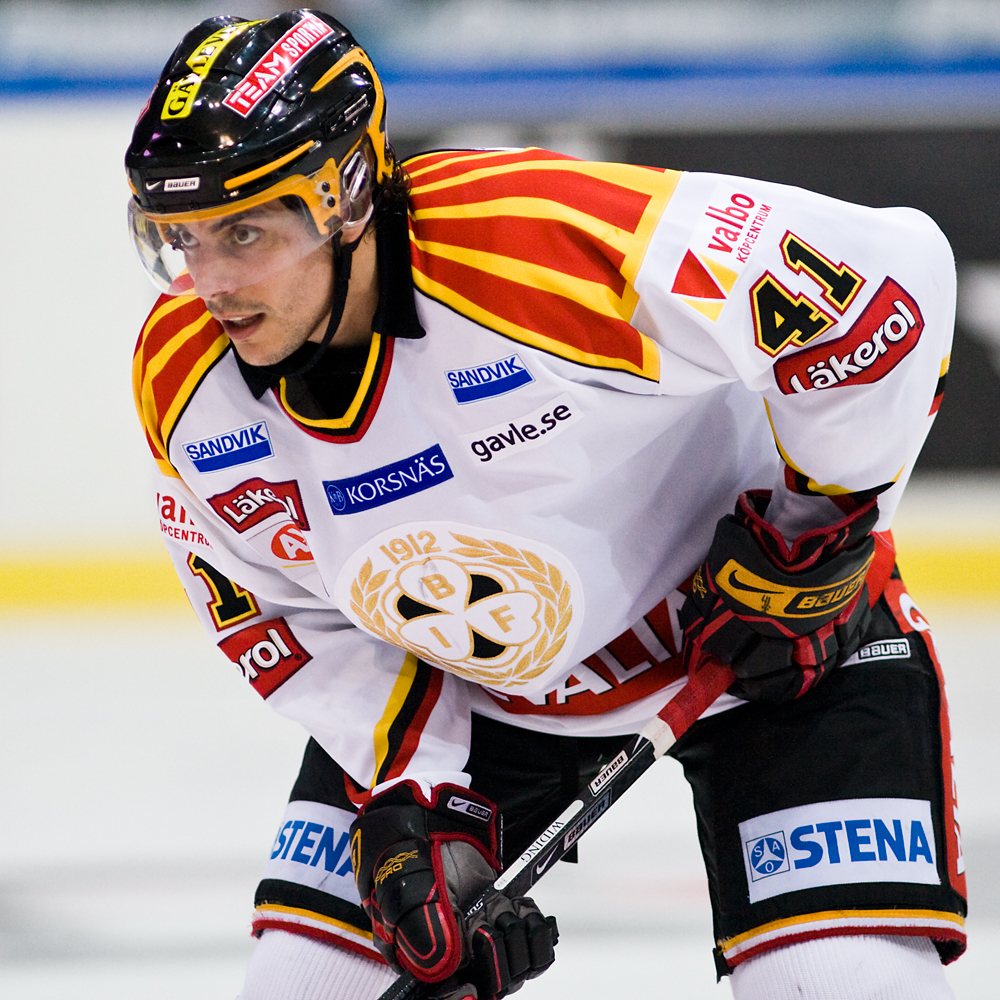
Daniel Widing im Trikot von Brynäs IF

Daniel Widing begann seine Karriere beim Hedemora SK, bevor er 1998 zum Leksands IF wechselte. Bei diesem Club durchlief er die Nachwuchsmannschaften und debütierte während der Spielzeit 1999/2000 für das Herrenteam in der Elitserien. Zudem gewann er mit dem U18-Team seines Clubs die Meisterschaft der U18-Allsvenskan. Während des NHL Entry Draft 2000 wurde er von den Nashville Predators in der zweiten Runde als Nummer 36 ausgewählt, blieb jedoch bis 2003 bei Leksands IF. Am Ende der Saison 2001/02 schaffte er mit diesem Team den Aufstieg aus der HockeyAllsvenskan zurück in die Elitserien.
Zur Saison 2003/04 unterschrieb der Schwede bei den Pelicans Lahti, für die er anschließend zwei Jahre in der SM-liiga, der höchsten Spielklasse Finnlands, spielte. Im Vorfeld der Saison 2005/06 wechselte er innerhalb der Liga zu TPS Turku, kehrte jedoch unmittelbar vor Beginn der Play-offs nach Schweden zurück und wurde von Brynäs IF aus seiner Heimatstadt unter Vertrag genommen. In den Spielzeiten 2007/08 und 2008/09 war der Rechtsschütze mit jeweils 23 Treffern bester Torschütze seiner Mannschaft. Daraufhin unterschrieb Widing im Mai 2009 einen Zweijahresvertrag beim HC Davos in der National League A, wo er in 51 Saisonpartien insgesamt 38 Scorerpunkte erzielte. Im Sommer 2010 wurde sein Vertrag aufgelöst und Widing wechselte zum Djurgårdens IF, ehe er ein Jahr später zu seinem Ex-Verein Brynäs IF zurückkehrte und dort in den Spielzeiten 2011/12 und 2012/13 auf dem Eis stand. 
In der Saison 2013/14 lief der Angreifer für die Espoo Blues in der Liiga auf und markierte 17 Scorerpunkte in 55 Einsätzen. Im Juni 2014 unterschrieb Widing beim Skellefteå AIK, für den er seit der Saison 2014/15 in der Svenska Hockeyligan spielt. 
In der Saison 2015/16 stand er bei den Grizzlys Wolfsburg in der Deutschen Eishockey Liga unter Vertrag.

### International
Widing begann früh in seiner Karriere, sein Heimatland Schweden bei internationalen Turnieren zu vertreten. So nahm er an der U18-Junioren-Weltmeisterschaft 2000 sowie den U20-Junioren-Weltmeisterschaft 2001 und 2002 teil.
Für die Herren-Nationalmannschaft absolvierte er 2007 seine ersten Länderspiele und schaffte es auch in den Kader für die Weltmeisterschaft 2008, bei der er drei Spiele absolvierte. Auch ein Jahr später gehörte er zu den Kandidaten für den WM-Kader, wurde aber kurz vor Beginn des Turniers aus diesem gestrichen.

## Erfolge und Auszeichnungen
- 2000 Meister der U18-Allsvenskan mit Leksands IF
- 2001 Vizemeister der U20-SuperElit mit Leksands IF
- 2002 Aufstieg in die Elitserien mit Leksands IF
- 2012 Schwedischer Meister mit Brynäs IF

### International
- 2000 Bronzemedaille bei der U18-Junioren-Weltmeisterschaft

## Karrierestatistik

### International
Vertrat Schweden bei:
- U18-Junioren-Weltmeisterschaft 2000
- U20-Junioren-Weltmeisterschaft 2001
- U20-Junioren-Weltmeisterschaft 2002
- Weltmeisterschaft 2008

(Legende zur Spielerstatistik: Sp oder GP = absolvierte Spiele; T oder G = erzielte Tore; V oder A = erzielte Assists; Pkt oder Pts = erzielte Scorerpunkte; SM oder PIM = erhaltene Strafminuten; +/− = Plus/Minus-Bilanz; PP = erzielte Überzahltore; SH = erzielte Unterzahltore; GW = erzielte Siegtore; 1 Play-downs/Relegation; Kursiv: Statistik nicht vollständig); 1Kvalserien